# Мануфагі
Мануфагі (тетум Manufahi) — один з 13 районів Східного Тимору. Адміністративний центр району — місто Саме. Площа становить 1326,60 км².

## Географія
Розташований на півдні центральної частини країни. Межує з районами Манатуту — (на сході), Айнару — (на заході) і Айлеу — (на півночі) . На півдні омивається водами Тиморського моря. На півночі територія переважно гориста, а на півдні вона являє собою прибережну рівнину. Висота найвищої точки району, гори Кабалакі, становить 2459 м над рівнем моря.
За даними на 1994 рік площа лісів в районі становить 61 797 га.

## Історія
За часів португальського панування район звався Саме за назвою його столиці. За часів індонезійської окупації підрайон Хато-Удо був відділений від району і приєднаний до Айнару, тоді як підрайон Турускаї, який спочатку належав Айнару, був приєднаний до Мануфагі.

## Населення
Населення району за даними на 2010 рік становить 48 628 осіб; для порівняння, на 2004 рік воно налічувало 44 950 осіб. Щільність населення — 36,7 чол/км². Середній вік населення становить 18,2 років. У період з 1990 по 2004 роки середній щорічний приріст населення склав 1,96 %.
42,2 % населення говорять на мові мамбаї; 40,4 % — на тетум; 7,3 % — на лакалай; 4,6 % — на ідаті і 1,7 % — на існі.
Поширені також інші місцеві мови і діалекти. 50,3 % населення володіють мовою тетум (включаючи тих, для яких вона є другою і третьою мовами); 42,6 % володіють індонезійською і 12,0 % — португальською. 51,9 % населення неписьменні (55,0 % жінок і 49,0 % чоловіків). Тільки 11,8 % осіб старше 18 років закінчили середню школу (9,4 % жінок і 14,1 % чоловіків).
За даними на 2004 рік 96,3 % населення складають католики; 3,3 % — протестанти і 0,3 % — мусульмани.

## Адміністративний поділ

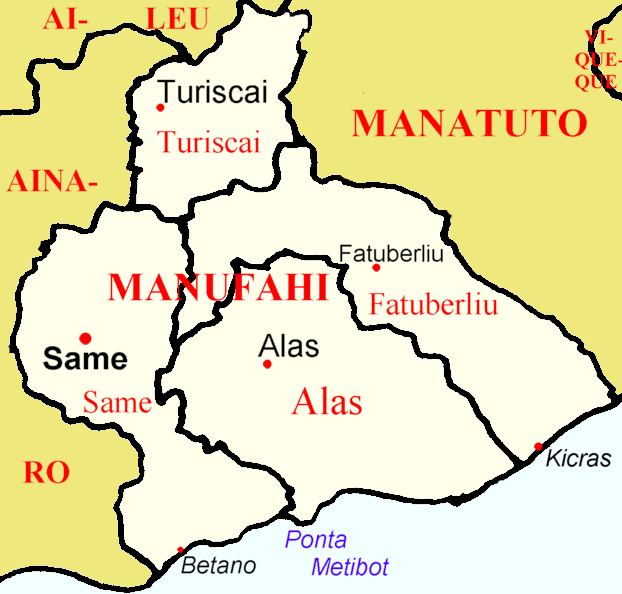
Aдміністративний поділу району

В адміністративному відношенні поділяється на 4 підрайони:
| Підрайон   | Населення, чол. (2010) | Площа, км² |
| ---------- | ---------------------- | ---------- |
| Алас       | 7179                   | 406,96     |
| Фатуберліу | 6902                   | 375,92     |
| Саме       | 27 554                 | 355,28     |
| Туріскай   | 6993                   | 188,44     |

## Галерея

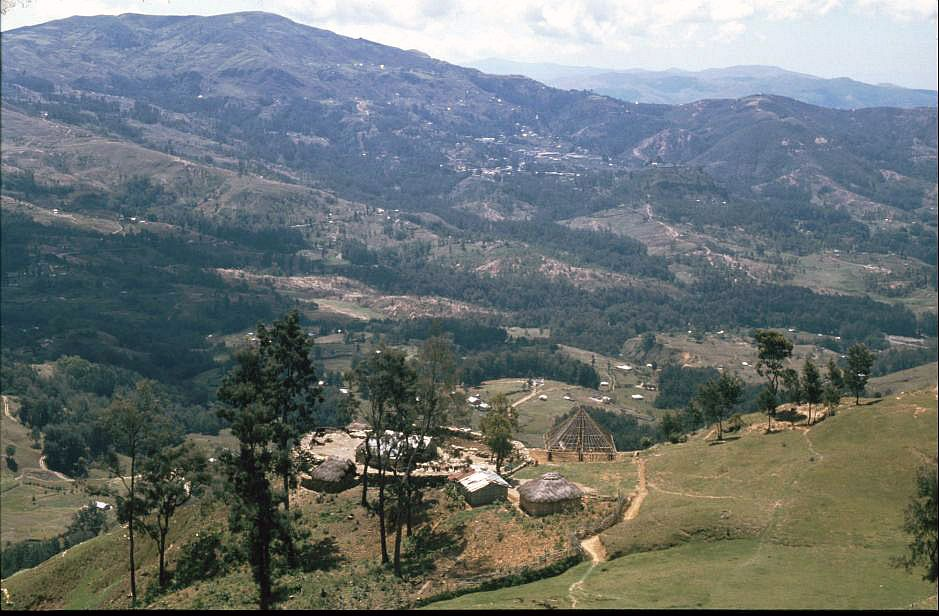
Пейзаж між Делі і Саме
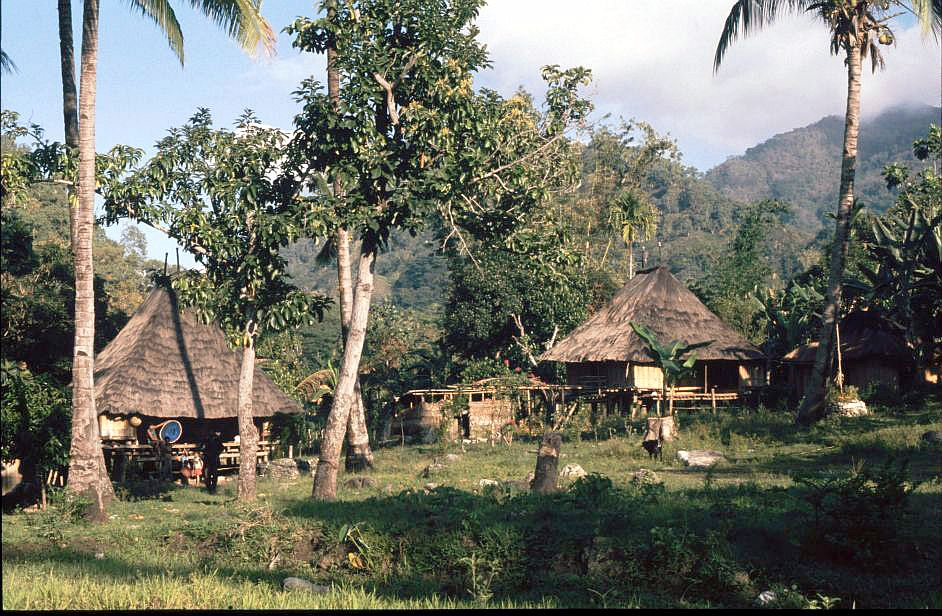
Традиційні будинки в Саме
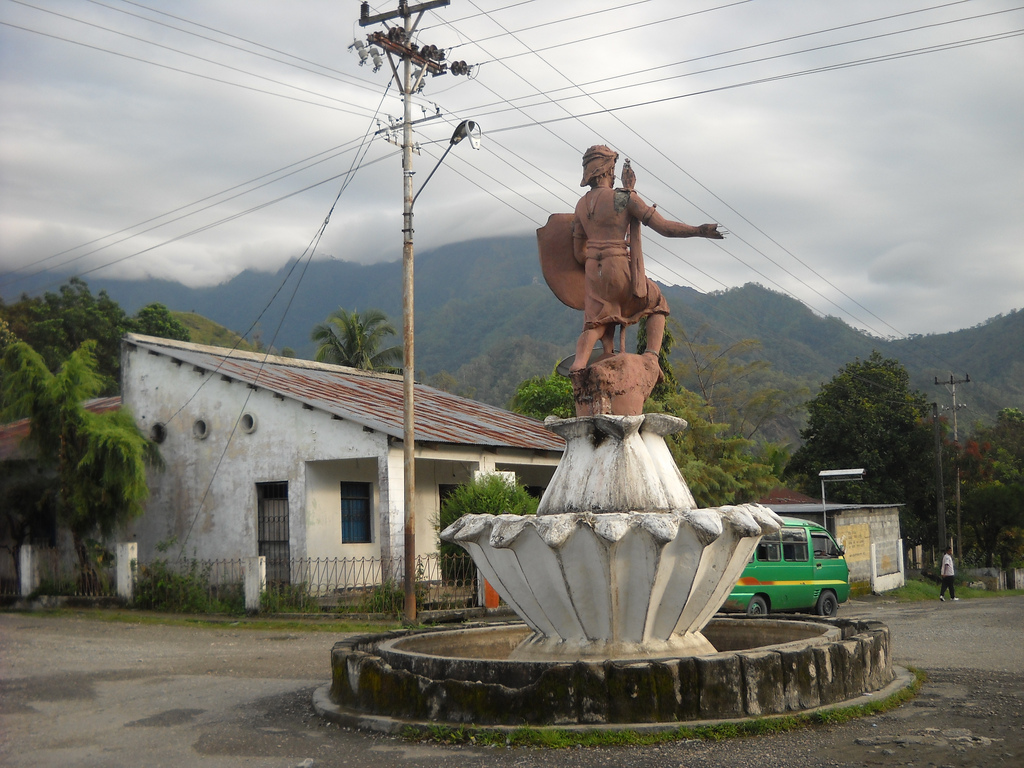
Пам'ятник у центрі Саме
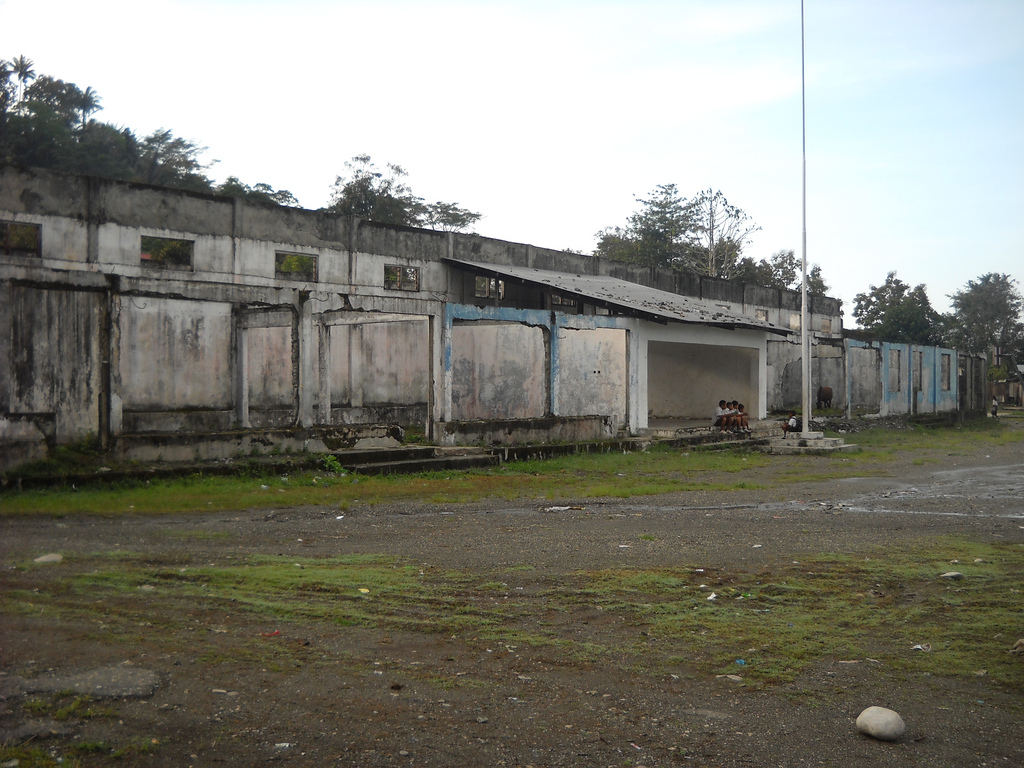
Зруйнований старий ринок в Саме